# Stylotrichium corymbosum
Stylotrichium corymbosum là một loài thực vật có hoa trong họ Cúc. Loài này được (DC.) Mattf. miêu tả khoa học đầu tiên năm 1923.